# Nils Bielke (1706–1765)

Nils Bielke av Rosalba Carriera.

Porträtt av greve Nils Bielke år 1750.

Nils Karlsson Bielke, född den 12 januari 1706 i Stockholm, död den 12 juni 1765 i Rom, Kyrkostaten, var en svensk greve och påvlig ämbetsman, son till Carl Gustaf Bielke.

## Biografi
Nils Bielke vistades mest utrikes och övergick 1731 till katolicismen. Påve Clemens XII utnämnde honom 1735 till sin kammarherre och 1737 till romersk senator. Bielke var en ivrig mecenat till de svenska konstnärerna i Rom, och ägnade sig även åt flitiga genealogiska studier.
Bielkes närmaste vän, kardinalen och guvernören Antonio Casali, lät resa ett gravmonument åt Bielke i Santa Brigida a Campo dei Fiori, vid Piazza Farnese i Rom.